# Długie (wieś w województwie pomorskim)
Długie – wieś kociewska w Polsce położona w województwie pomorskim, w powiecie starogardzkim, w gminie Osieczna w kompleksie leśnym Borów Tucholskich nad jeziorem Długim.
W latach 1975–1998 miejscowość administracyjnie należała do województwa gdańskiego. Wieś założona u schyłku w XVI wieku. Wtedy ulokowana była na półwyspie (długiennicy) oblanej wodami jeziora Długie. Teraz, po radykalnym obniżeniu się poziomu wód półwysep przestał istnieć. Uważa się, że pierwotna nazwa wsi brzmiała Długiennica.

## Historia
Była to wieś królewska (włościańska), podległa staroście gniewskiemu. Pierwszymi mieszkańcami była rodzina Szczygielskich. Pierwotnie zajmowali się pracą w lesie przy pozyskiwaniu drewna, wypalaniem węgla drzewnego, smolarstwem i rolnictwem (ziemie bardzo słabe). Jezioro Długie dostarczało ryb, las zwierzyny. Obecnie we wsi jest 16 budynków (w XIX wieku 24), kilka domów letniskowych, jest też charakterystyczny dla tego regionu budynek dawnej szkoły. Obok niej ceglany budynek dawnej karczmy czynnej jeszcze po I wojnie światowej.
W stanie pierwotnym – kociewskim, nie unowocześnionym (drewno i strzecha) zachowały się dwa budynki. Pod numerem 7 stoi zabytkowy, podcieniowy dom kociewski z przełomu XVIII i XIX wieku utrzymany w pierwotnej formie; prawdopodobnie najstarsza chata we wsi. Reszta ma zmienione dachy lub są to budynki murowane udające stare, zbudowane współcześnie lub w II połowie XX wieku. W okresie obowiązywania ustawy o ochronie krajobrazu kulturowego (od lat 70. XX wieku do drugiej połowy 90.) nie wolno było budować domów odbiegających od dawnego charakteru i zmieniać struktury wsi. Dzięki tej ochronie wioska wygląda tak, jak ją ukształtował człowiek w czasach intensywnego zamieszkiwania i jest ona przykładem kociewskiej ulicówki z Borów Tucholskich. Wieś nie ma bitej drogi, od najbliższej odległa o 3,5 kilometra. W pobliżu jest leśniczówka.
Nikt z żyjących mieszkańców nie mówi już gwarą kociewską, ale starsi zachowali jej charakterystyczną melodię. Nie ma sklepu ani baru. We wsi kończy się droga. Jezioro Długie nie nadaje się do kąpieli ani wędkowania. Liczba ludności nie przekracza obecnie 30. Z powodu obniżenia się wód gruntowych, wiejski staw przestał istnieć.
W czasie II wojny światowej część mężczyzn została powołana do Wermachtu i służyli w Afrika Korps.

## Zabytki
Według rejestru zabytków NID na listę zabytków wpisany jest drewniany dom nr 7 z 1800 r., nr rej.: A-843 z 7.11.1975.